# Allāpalli
Allāpalli är en ort i Indien.   Den ligger i distriktet Gadchiroli och delstaten Maharashtra, i den centrala delen av landet, 1 100 km söder om huvudstaden New Delhi. Allāpalli ligger 144 meter över havet och antalet invånare är 10 772.
Terrängen runt Allāpalli är platt. Runt Allāpalli är det ganska tätbefolkat, med 52 invånare per kvadratkilometer. Närmaste större samhälle är Ahiri, 6,6 km väster om Allāpalli. I omgivningarna runt Allāpalli växer huvudsakligen savannskog.